# Aryana Engineer
Aryana Engineer (Vancouver, 6 de marzo de 2001) es una actriz canadiense.

## Biografía
Engineer es y ha sido sorda de nacimiento. Hizo su debut en la La huérfana en 2009 después de que el director de la película vio a ella con su mamá practicando la lengua de señas y el director le dio el papel de Max Coleman.
Más tarde en el 2012 hizo el papel de Becky en la película Resident Evil: Retribution con apenas once años.

## Filmografía
| 2009 | La huérfana                | Maxine "Max" Coleman |
| 2012 | Resident Evil: Retribution | Becky                |
| 2015 | El sueño de Peggy Lee      | Belinda              |